# Грозов Сергій Олександрович
Сергій Олександрович Грозов (нар. 21 серпня 1960, с. Зоря, Саратський район, Одеська область, УРСР) — радянський та український футболіст, нападник та півзахисник. У вищій лізі чемпіонату України 1992 року провів 12 матчів у складі миколаївського «Евіса».

## Життєпис
Вихованець ДЮСШ селища Сарата (Одеська область). Перший тренер — В. Р. Златов. Футболом розпочав займатися в рідному селі Зоря в 1973 році. Пізніше виступав за команди Одеси й Тирасполя. У 1985 році на запрошення старшого тренера Євгена Кучеревського перейшов у миколаївський «Суднобудівник». Дебют у команді відбувся 30 березня 1985 року в матчі з рівненським «Авангардом». Місяць по тому в домашньому матчі з хмельницьким «Поділлям» Грозов відкрив рахунок забитим м'ячам за «корабелів». У першому ж сезоні став бронзовим призером чемпіонату УРСР. У 1988 році розділив з Валерієм Машніним та Юрієм Горячевим звання найкращого бомбардира сезону миколаївської команди. У 1992 році дебютував у вищій лізі чемпіонату України. Усього за миколаївський «Суднобудівник»/«Евіс» зіграв 264 матчі, в яких відзначився 42 голами.

## Статистика виступів за «Миколаїв»
| Клуб                 | Сезон                | Чемпіонат | Чемпіонат | Кубок | Кубок | Загалом | Загалом |
| Клуб                 | Сезон                | Матчі     | Голи      | Матчі | Голи  | Матчі   | Голи    |
| -------------------- | -------------------- | --------- | --------- | ----- | ----- | ------- | ------- |
| «Суднобудівник»      | 1985                 | 34        | 5         | 0     | 0     | 34      | 5       |
| «Суднобудівник»      | 1986                 | 33        | 3         | 1     | 0     | 34      | 3       |
| «Суднобудівник»      | 1987                 | 46        | 7         | 0     | 0     | 46      | 7       |
| «Суднобудівник»      | 1988                 | 46        | 12        | —     | —     | 46      | 12      |
| «Суднобудівник»      | 1989                 | 41        | 4         | —     | —     | 41      | 4       |
| «Суднобудівник»      | 1991                 | 31        | 6         | —     | —     | 31      | 6       |
| «Суднобудівник»      | Загалом              | 231       | 37        | 1     | 0     | 232     | 37      |
| «Евіс»               | 1992                 | 12        | 0         | 1     | 1     | 13      | 0       |
| «Евіс»               | 1992/93              | 21        | 4         | 4     | 1     | 25      | 5       |
| «Евіс»               | Итого                | 33        | 4         | 5     | 2     | 38      | 5       |
| Усього за «Миколаїв» | Усього за «Миколаїв» | 264       | 41        | 6     | 2     | 270     | 42      |